# 岡田真寿美
岡田 真寿美（おかだ ますみ、本名：吉武 真寿美、1977年9月29日 - ）は元モデル、タレント。身長162cm（163cm説もある）、血液型A型。

## 来歴
- 2003年（平成15年）におかやま観光フレンズ（ミス岡山として一般に認識）に選出され、その後もモデル、タレントとして活動している。
- 2003年度日本タレント名鑑によると出身大学は甲南女子大学となっているが、同大学は中退して再受験し、青山学院大学を卒業。
- 4か国語（日本語、英語、スペイン語、フランス語）を話す。
- 夫は東京ヴェルディ所属のプロサッカー選手、吉武剛。
- FACE NETWORK(現プラチカ)に所属していたが、2007年10月6日をもって引退した。
- 2008年11月、本名吉武真寿美として出身地岡山県にてファッションデザイナーの桂由美とのディスカッションイベントに参加した。

## 出演

### CM
- マクドナルド　ハッピーセット/シナモロール（2007年5月28日 - 6月24日）

### ラジオ
- およげ!ラジボラちゃん（かわさきFM、2004年4月 - ） - レギュラー
- 吉田幾三の旅に行くぞ〜（KBS京都）
- 原田年晴のラジオでおはよう（ラジオ大阪）
- サンデージャンクション（FM岡山）

### 雑誌
- CLASSY
- 日経TRENDY
- YOU TOWN
- HOT DOG PRESS
- BE-PAL
- UP TO BOY
- じゃらん

### ショー
- mod's hair ヘアショー
- ブライダルモデル 帝国ホテル東京（2005年6月～）
- ブライダルショー（ウェスティン都ホテル京都等）
- ヴィダルサスーンスクール ロンドン ヘアショー
- UNDER ARMOUR ファッションショー
- JK LIVE ファッションショー

### インターネット
- 街遊び「CUTE」 - レポーター
- U-SIDE

### カレンダー/ポスター
- ジェイゴルフ（ポスター）
- 雪印 2002年度版（カレンダー）

### PV
- 東京ディズニーランド
- SECOM「トマホークジェット@」
- Panasonic 医療用器具
- JK Music PV「You can see the future」
- Expression Found Music PV「夢で」

### タイトル
- 2001年度 ミルク天使
- 2003年度 おかやま観光フレンズ
- 岡山県観光特使（2004年4月～）

### MC
- 横浜マラソン
- Veri Sign イベント（英語MC）

### 通訳
- 自転車競技オリンピック（英→日）
- 国際競輪（英→日）
- BS朝日（番組企画書通訳 日→英）

### その他
- ジョイサウンド
- フジカラー撮影会
- 京都西陣織（御堂筋パレード）
- SPEEDチャンネル - キャンペーンイメージキャラクター
- Expression Found （歌詞作詞）